# Pamiątka z Celulozy
Pamiątka z Celulozy – powieść autorstwa Igora Newerlego z 1950 roku. Powieść była najpierw drukowana w czasopiśmie Twórczość w latach 1951–1952, natomiast pierwsze wydanie książkowe ukazało się w 1952 roku.

## Czas i miejsce akcji
Czas akcji to lata 30. XX wieku. Większość akcji toczy się we Włocławku, gdzie mieszka główny bohater. W trakcie powieści główny bohater odwiedza także Warszawę i niejednokrotnie wspomina Rzekucie, swoją rodzinną wieś.

## Fabuła
Powieść opowiada o zmaganiach głównego bohatera, Szczęsnego, by dorobić się i przetrwać w przedwojennej Polsce. Bohater przybywa do Włocławka, by wybudować dom, zgodnie z marzeniami ojca, podjąć pracę w największej fabryce celulozy w Polsce, zwanej potocznie Celulozą bądź Ameryką, a także zostać marksistą, zgodnie z popularnymi wówczas ideałami. Wkrótce jednak napotyka na liczne problemy. Okazuje się, że nie wystarczy sama chęć walki i ambicje. Ludzie sceptycznie podchodzili do zatrudnienia Szczęsnego i jego ojca w fabryce, a gdy już tę pracę zdobywa, wszystko okazuje się nie być tak wspaniałe, jak miało być. Główny bohater odchodzi z domu i wyrusza do pracy w Warszawie, gdzie omal nie ginie na ulicy z głodu i wyziębienia. Zdobywa posadę stolarza, ale porzuca ją, by podjąć się pracy społecznej. Odbywa także służbę wojskową. Po sześciu latach wraca do Włocławka i wstępuje do partii komunistycznej.
W powieści często wspomina się o pamiętnikach głównego bohatera, jego fragmenty są jednak zmyślone – w posłowiu autor zaznacza, iż główny bohater jest postacią fikcyjną.
Na podstawie powieści nakręcono filmy Celuloza (1953) i Pod gwiazdą frygijską (1954).

## Bohaterowie
- Szczęsny – główny bohater powieści, komunista i robotnik.
- Tomasz, ojciec Szczęsnego – robotnik, marzy o wybudowaniu własnego domu w Kozłowie, późniejszym Grzywnie.
- Zosia – kochanka Szczęsnego
- Walek – brat głównego bohatera
- Weronka – siostra bohatera
- Babura – starzec, który uratował Szczęsnego w Warszawie od śmierci na ulicy
- Magda – komunistka i ukochana Szczęsnego, później jego żona
- Korbal – z początku kolega głównego bohatera i robotnik, drogą podstępów dorabia się majątku i zostaje radnym, a następnie posłem
- Sumczak – jeden z dyrektorów fabryki, zostaje zamordowany przez Gąbińskiego
- Pandera – jeden z dyrektorów fabryki, który zatrudnia Szczęsnego
- Gąbiński – robotnik, rzekomy komunista, w rzeczywistości prowokator, zabity przez Szczęsnego w obawie przed zdradą
- Brońcia – mieszkanka Grzywna, bliska znajoma Szczęsnego
- Franciszek Olejniczak – komunista i rybak, idol głównego bohatera
- Józef Perlikowski – często wspominany w powieści czołowy komunista włocławski
- Maciej Marusik – działacz komunistyczny wywodzący się z fabryki Celulozy